# Família d'Hungaria

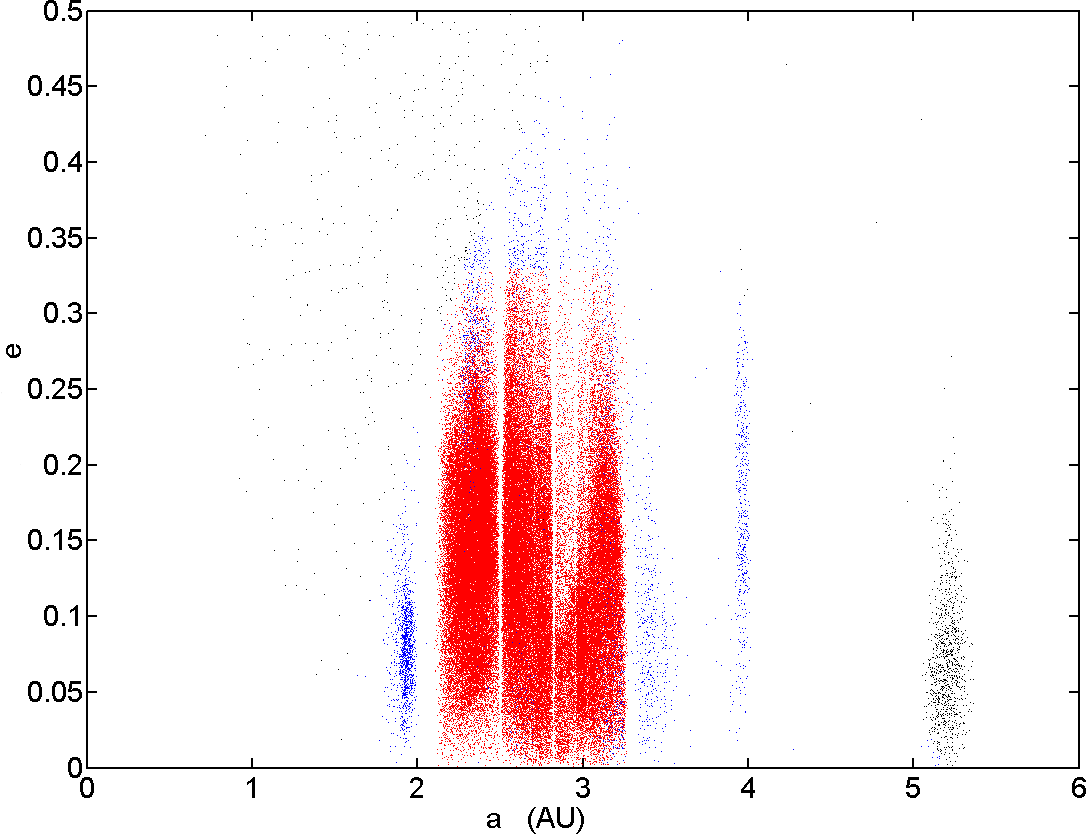
Grups d'asteroides fins a l'òrbita de Jupiter, anunciant l'excentricitat en funció del semieix major. Els asteroides de la família d'Hungaria són en blau a l'esquerra (al voltant d'1.8 ua). La regió central del cinturó principal d'asteroides ho és en vermell.

Els asteroides Hungaria formen una de les famílies d'asteroides de la part interna del cinturó d'asteroides que orbiten al voltant del Sol entre 1,78 i 2,00 unitats astronòmiques.
Aquests asteroides tenen generalment una dèbil excentricitat (menys de 0,18) i una Inclinació de 16 a 34 graus. Tenen un període orbital d'aproximadament 2,5 anys. Són en ressonància orbital 9:2 amb Júpiter i 2:3 amb Mart.

L'han anomenada així pel seu membre més gros, (434) Hungaria, i és la família d'asteroides amb la concentració interna més densa d'asteroides, situada un poc cap a l'interior del nucli del cinturó principal.
Al 1er de setembre del 2015, 14787 asteroides han estat enregistrats a la família d'Hungaria, dels quals 6234 han estat numerats i 228 anomenats.